# 谭保成
谭保成（1924年—），男，湖南耒阳人，中国湘剧表演艺术家，工净行，曾任中国戏剧家协会理事。